# Spargania nigrescens
Spargania nigrescens là một loài bướm đêm trong họ Geometridae.